# Invitez les vautours (1996)
Pour l'autre album d'Éric Lapointe, voir Invitez les vautours (2002).
Albums de Éric Lapointe
Obsession À l'ombre de l'ange
Invitez les vautours est le deuxième album d'Éric Lapointe, sorti en 1996. Sa sortie fut retardée de quelques mois en raison de problèmes avec sa compagnie de disques.
Il fut vendu à 175 000 exemplaires (1996).

## Liste des chansons
| No  | Titre                      | Durée |
| --- | -------------------------- | ----- |
| 1.  | Priez!                     |       |
| 2.  | Bobépine                   |       |
| 3.  | Je rêve encore             |       |
| 4.  | Marche ou crève            |       |
| 5.  | Elle dort avec moi         |       |
| 6.  | Deux fois la même histoire |       |
| 7.  | Loadé comme un gun         |       |
| 8.  | Satanière                  |       |
| 9.  | Invitez les vautours       |       |
| 10. | Laisse-moi seul            |       |
| 11. | D'l'amour, j'en veux pus   |       |